# NGC 493
NGC 493 est une galaxie spirale intermédiaire vue par la tranche située dans la constellation de la Baleine. NGC 493 a été découverte par l'astronome germano-britannique William Herschel en 1786.

## Caractéristiques
Sa vitesse par rapport au fond diffus cosmologique est de 2 032 ± 22 km/s, ce qui correspond à une distance de Hubble de 30,0 ± 2,1 Mpc (∼97,8 millions d'al).
À ce jour, 23 mesures non basées sur le décalage vers le rouge (redshift) donnent une distance de 21,691 ± 4,468 Mpc (∼70,7 millions d'al), ce qui est  à l'extérieur des valeurs de la distance de Hubble.
classe de luminosité de NGC 493 est III-IV et elle présente une large raie HI.

## Supernova
La supernova SN 1971S a été découverte dans NGC 493 le 15 novembre 1971 par l'astronome Luisa Pigatto. Le type de cette supernova n'a pas été déterminé.